# Rodolfo Ghioldi
Rodolfo Ghioldi (21 de janeiro de 1897 — 3 de julho de 1985) foi um político argentino, dirigente do Partido Comunista da Argentina e representante do Secretariado Sul-Americano da Internacional Comunista.

## Biografia
Militante do Partido Socialista da Argentina, Rodolfo Ghioldi foi um dos militantes que fundaram o  Partido Comunista, originalmente chamado 'Partido Socialista Internacional, um dos primeiros que se organizaram após a Revolução Russa de 1917. 
Rodolfo Ghioldi foi eleito vice-presidente da Federación de Juventudes Socialistas (hoje Federación Juvenil Comunista de la Argentina) em 21 de agosto de 1917. 
Rodolfo Ghioldi era docente, profissão que exerceu alguns anos, demitido em 1919 e depois definitivamente em 1921  por causa de sua militância. Posteriormente se dedicou ao jornalismo, publicando artigos para El Telégrafo e  para o Diario Crítica. Mais tarde estes artigos foram recompilados na antologia em quatro tomos Escritos , estes artigos tratam de assuntos muito variados, desde a crítica filosófica, até temas militares, políticos, historiográficos, etc. Existe em todos eles um motivo central que lhes da unidade: a luta necessária contra a dependência imperialista e a enunciação -teórica- da luta pela libertação nacional. 
Um dos marcos em sua vida foi sua primeira viagem a Moscou em 1921 como delegado do recentemente criado Partido Comunista da Argentina, ao Terceiro Congresso da Internacional Comunista, nesta viagem conheceu pessoalmente Lenin.
Foi representante do Secretariado Sul-Americano da Internacional Comunista. E nesta condição veio ao Brasil em 1923 por encargo da Internacional Comunista para averiguar se o Partido Comunista Brasileiro já estaria em condições de entrar para a Internacional.
Ghioldi conheceu Luís Carlos Prestes na Argentina, pais onde o então líder tenentista fora depois de se autoexilar na Bolívia, lá juntos estudaram as obras marxistas e socialistas/comunistas, também desenvolveram algumas ideias próprias. Muitas vezes quando questionado por conhecidos argentinos por ter ido lutar no Brasil e não em sua terra natal, Rodolfo Ghioldi dizia que não era uma questão de orgulho argentino ou brasileiro, e sim de orgulho operário e latino-americano, e também do sonho de uma sociedade mais justa, o militante argentino também defendia a risca a integração sul e latino-americana. 
Participou junto com Arthur Ernest Ewert (Harry Berger), Luís Carlos Prestes e Miranda do grupo que em nome do PCB e da ANL, preparou e dirigiu a Intentona Comunista em 1935, uma sublevação para derrubar o regime de Getúlio Vargas  (país onde estava exiliado pela ameaça a sua vida na Argentina naquela época). O levante comunista brasileiro fracassou, Ghioldicumpre 4 anos e 4 meses de detenção na ilha de Fernando de Noronha. Em 1940 é libertado e regressa à Argentina.
Em 1943 Ghioldi começa a organizar uma ampla coalizão antifascista democrática e popular, mas ela foi frustrada pelo golpe de 4 de junho. Em 1951 sofre um atentado. Em 1957 participa da Assembleia Constituinte como representante de Santa Fé  que derrogou a constituição peronista de 1949. 
Ghioldi morreu em 4 de agosto de 1985, curiosamente o ano do fim da ditadura militar brasileira, que foi também marcada por vários focos de resistências nacionalistas-socialistas em vários cantos do país. Ghioldi permaneceu na militância até sua morte, em parte testemunha da queda do estalinismo que tanto havia idealizado, pelo que havia lutado e pelo esfacelamento de seu amado partido.